# Клесно
Клесно (пол. Klesno) — село в Польщі, у гміні Дрезденко Стшелецько-Дрезденецького повіту Любуського воєводства.
Населення — 232 особи (2011).
У 1975-1998 роках село належало до Гожовського воєводства.

## Демографія
Демографічна структура станом на 31 березня 2011 року:
|          | Загалом | Допрацездатний вік | Працездатний вік | Постпрацездатний вік |
| -------- | ------- | ------------------ | ---------------- | -------------------- |
| Чоловіки | 120     | 19                 | 90               | 11                   |
| Жінки    | 112     | 26                 | 62               | 24                   |
| Разом    | 232     | 45                 | 152              | 35                   |